# 쿨리 (영화)
쿨리(영어: Coolie) (힌디어: कुली) (우르두어: قُلى)는 1983년 인도의 액션 코미디 영화로, 맨모한 데사이가 감독하고 카데르 칸이 각본을 썼다. 이 영화의 주연은 아미타브 바찬이 맡은 철도 하인 이크발 아슬람 칸으로, 자파르 카데르 칸의 집착으로 인해 어머니 살마 와히다 레흐만 와 헤어지게 된다. 이러한 강박관념은 그녀의 가족을 파괴하고 그녀의 정신적 붕괴를 초래한다.

## 배우
- 아미타브 바찬 이크발 칸 역
- 리시 카푸르가 역을 맡았다.
- 라티 아그니호트리 줄리 D' 코스타 역
- 살마 칸 역의 와 히다 레만
- 디파 아이옌가 역의 쇼마 아난드
- 암리쉬 푸리 (줄리의 아버지) 역
- 카데르 칸은 자파르 칸 역을 맡았다.역)